# Horsley (Gloucestershire)
Horsley è un villaggio e parrocchia civile dell'Inghilterra, appartenente alla contea del Gloucestershire.